# پیتر دوچری
پیتر دوچری (انگلیسی: Peter Docherty; ۱۴ فوریهٔ ۱۹۲۹ – ۱۹۵۷) بازیکن فوتبال بود.
از باشگاه‌هایی که در آن بازی کرده‌است می‌توان به باشگاه فوتبال فولام و باشگاه فوتبال دارلینگتون اشاره کرد.